# Woomelang
Woomelang – miasto w Australii, w stanie Wiktoria.